# Морнарички истражитељи (1. сезона)
Прва сезона амерички полицијо-процедуралне драме МЗИС је емитована од 23. септембра 2003. до 25. маја 2004. године на каналу ЦБС. Прва сезона се бавила упознавањем ликова и њихових снага, вештина и слабости. Уведена су и три епизодна лика који се понављају: главни непријатељ прве две сезоне Ари Хасвари, посебни агент Тимоти Мекги и Џими Палмер који је заменио Џералда Џексона, Дакијевог помоћника који је рањен. У сезони је такође дошла Саша Александер као посебна агенткиња Кејтлин Тод која је заменила посебну агенткињу Вивијан Блекедер (Робин Лајвли) која је била члан Гибсове екипе током дводелне пробне епизоде у серији Војни адвокати. Посебни агент Дон Добс који се такође појавио у једној од пробних епизода није се појавио у серији.

## Улоге

### Главне
- Марк Хармон као Лерој Џетро Гибс
- Саша Александер као Кејтлин Тод
- Мајкл Ведерли као Ентони Динозо мл.
- Поли Перет као Ебигејл Шуто
- Дејвид Мекалум као др. Доналд Малард

### Епизодне
- Шон Мареј као Тимоти Мекги (Епизоде 7, 11, 18-23)
- Брајан Дицен као Џејмс Палмер (Епизоде 21-23)

## Епизоде
| Бр. у серији | Бр. у сезони | Назив                       | Редитељ             | Сценариста                            | Пpемијерно емитовање | Прод. код | Бр. гледалаца (у милионима) |
| --- | ------------ | --------------------------- | ------------------- | ------------------------------------- | -------------------- | --------- | --------------------------- |
| 1 | 1            | "Одобрење највишег степена" | Доналд П. Белисарио | Доналд П. Белисарио и Дон Макгил      | 23. септембар 2003.  | 101       | 13.04                       |
| У председничком авиону је војни командир Реј Треп умро под мистериозним околностима, присиљавајући хитан лет у Вичиту, у Канзасу, али док његова смрт изгледа као несрећа, МЗИС проналази доказе да је командир убијен што је можда повезано са покушајем атентата на председника. Прва појава Лероја Џетра Гибса, Ентонија Диноза мл., Ебигејл Шуто и др. Доналда Маларда у серији. Прва појава Кејтлин Тод. |              |                             |                     |                                       |                      |           |                             |
| 2 | 2            | "Нешто је у ваздуху"        | Алан Џ. Луи         | Дон Макгил                            | 30. септембар 2003.  | 102       | 12.08                       |
| Војник је погинуо током ноћног слетања у војном кампу. Све изгледа као омањивање падобрана, али стандардна истрага открива да ово ипак није несрећа као што изгледа. Гибс почиње да верује да је наводна несрећа која је резултирала смрћу војника у ствари убиство након што сви, он и Тони, заједно са новим регрутом Кејт Тод, пронађу оног ко је петљао са падобраном и накрају га пошаљу у смрт. |              |                             |                     |                                       |                      |           |                             |
| 3 | 3            | "Сидог"                     | Бредфорд Меј        | Џон Ч. Кели и Доналд П. Белисарио     | 7. октобар 2003.     | 103       | 11.26                       |
| Када је возач чамца и неколико тела, укључујући и оно од команданта ратне морнарице испливају на плажи, наизглед током диловања дроге која је кренула низбрдо, медији су га брзо повезали са трговином дрогом. Будући да је бивши војник, Гибс одбија да верује да је добар полицајац могао бити тако покварен, а у својим настојањима да очисти заповедников досије и углед, откривају рат између две супарничке нарко банде, а шема терориста је национална моћ. Тиму из МЗИС-а је помогао у истрази агент УСД-а и специјални агент ФБИ-а Тобијас Форнел. |              |                             |                     |                                       |                      |           |                             |
| 4 | 4            | "Бесмртни"                  | Алан Џ. Луи         | Дарси Мајерс                          | 14. октобар 2003.    | 104       | 11.70                       |
| Откриће удављеног морнара у оделу са официрским свечаним мачем за појасом покреће истрагу самоубиства и на крају шаље тим на УСС Фостер, тако да они могу да копају по животу преминулог официра и да сазнају шта његове колеге мисле о њему. Кејт одбија да поверује да је покојник починио самоубиство, зато што је, као и она, дошао из католичке породице у којој је самоубиство смртни грех. У међувремену Еби открива везу између посаде УСС Фостера и ММОРПГ-а познатијих као Бесмртни, и почиње да тражи трагове и доказе како би се помогло Гибсу у решавању случаја и спашавања брода од могућег уништења. |              |                             |                     |                                       |                      |           |                             |
| 5 | 5            | "Проклетство"               | Теренс О’Хара       | Доналд П. Белисарио                   | 28. октобар 2003.    | 105       | 13.50                       |
| Гибс и тим су позвани када је мумифицирани поручник, за којег се верује да је побегао са 1,2 милиона долара украдених из морнаричког фонда девет година раније, а касније добио нечастан отпуст за наводно напуштање свог положаја, налази напола у државном парку Сент Мерина река. Двојица бивших сабораца који су служили са покојником су под сумњом за убиство и пљачку. Гибс и Тони истражују убиство, а Кејт која мора да се побрине за супруга и ћерку војникиње прима своје бенефиције. Еби користи реконструкцију за признање од могућег осумњиченог. |              |                             |                     |                                       |                      |           |                             |
| 6 | 6            | "На пучини"                 | Денис Смит          | Џеф Влеминг                           | 4. новембар 2003.    | 106       | 11.77                       |
| Један од бивших чланова Гибсовог тима, специјални агент МЗИС-а Стен Барли, који је на броду Ентерпрајс и истражује случај, тражи помоћ када морнар који замало умре од предозирања метом док су на одмору, упркос томе што тврди да никада није узео дрогу. Гибс, Тони и Кејт одлазе да истраже. Недуго након њиховог доласка, још један морнар бива примљен у болницу под истим околностима и касније умире. Тим такође открива да је посада необично ефикасна и да се неколико старијих чланова посаде понаша чудно. Прва појава Тимотија Макгија. |              |                             |                     |                                       |                      |           |                             |
| 7 | 7            | "У тајности"                | Мајкл Зинберг       | Џорџ Шенк и Френк Кардеа              | 18. новембар 2003.   | 107       | 13.21                       |
| Специјални агент МЗИС-а из Норфолка Тимоти Макги који ради на случају делимично отопљеног леша пронађеног у бурету киселине код Норфолшке војне базе, позива МЗИС-овце да му помогну. Како се истрага наставља, убрзо постаје очигледно да је убица предузео кораке да спречи идентификацију тела. Гибс брзо поверује да је побуда свирепог убиства била крађа идентитета, а његове сумње су додатно потврђене када се открило да, иако је подморничар мртав, нико није пријавио његов нестанак што Гибса наводи да верује да је варалица на једном од подморнице. Тони, Еби и Макги имају задатак да идентификују покојника док Гибс и Кејт одлазе под воду подморницом да прегледају пет могућих осумњичених од којих је један можда одговоран за убиство и да спрече могући сарин напада сарином. |              |                             |                     |                                       |                      |           |                             |
| 8 | 8            | "Минимална сигурност"       | Ијан Тојнтон        | Филип Дегир мл. и Доналд П. Белисарио | 25. новембар 2003.   | 108       | 12.71                       |
| Тим иде на Кубу кад Даик и Џералд открију да је мртав преводилац с Гитма на коме су радили има желудац пун смарагда. За посебну агенткињу МЗИС-а Полу Кесиди се испоставило да је варљива према Тонију када му је наређено да истражи њену умијешаност, док Гибс и Кејт покушавају да открију одакле су смарагди дошли, како су завршили у стомаку њиховог преводиоца и спрече убиство важног затвореник са везама са Осамом Бин Ладеном. |              |                             |                     |                                       |                      |           |                             |
| 9 | 9            | "Убијени војник"            | Денис Смит          | Џон Ч. Кели                           | 16. децембар 2003.   | 109       | 12.03                       |
| Тим је позван да истражи када је супруга мртвог војника примила телефонски позив од свог мужа који је наводно умро под сумњивим околностима. Међутим, случај је компликован када се неко лажно представља као командант поморца и Тони. Како се истрага наставља, поморац се појављује балзамован пошто је убијен два дана након што је наводно одржана његова сахрана. Гибс сумња у умешаност ЦИА-е, а екипа се убрзо налази у трагању за одметнутим оперативцем који је убио првог поморца као део заташкавања у вези са поверљивим задатком који се завршила катастрофом и сада покушава да убије ортака мртвог поморца ккао би се побрини се да се истрага заврши док он бежи са новцем који је ЦИА претходно платила у покушају да спасе двојицу отетих помораца. Због тога се екипа трка са временом док покушава да спасе ортака преминулог поморца пре него што се догоди још једно убиство и једном заувек сруше лажног агента ЦИА-е. |              |                             |                     |                                       |                      |           |                             |
| 10 | 10           | "Жива закопана"             | Џејмс Вајтмур мл.   | Дон Макгил                            | 6. јануар 2004.      | 110       | 14.51                       |
| Кејт је одмах развила повезаност с' младом женом која пати од амнезије након што се пробудила у плитком гробу у националном парку после могућег покушаја убиства. Њено памћење је потпуно празно, али жена или "НН" тврди да се сећа да је бомба била на морнаричком броду и да ће људи умрети ако је не пронађу што шаље Гибса и екипу у потрагу за бомбом, а такође и да открију женин прави идентитет. Али оно што Кејт и екипу заправо не знају је да жена лаже Кејт јер већ почиње да се потајно сећа своје прошлости и вероватно планира нешто да узврати својим послодавцима, нешто што би могло да се заврши крвопролићем не само за њу, већ би могло да утиче и на Гибса и његову екипу такође. |              |                             |                     |                                       |                      |           |                             |
| 11 | 11           | "Шпијунско око"             | Алан Џ. Луи         | Џорџ Шенк, Френк Кардеа и Дејна Коен  | 13. јануар 2004.     | 111       | 14.00                       |
| МЗИС је позван да истражи убиство морнаричког официра у Малом Рукавцу у поморској бази након анонимне дојаве. Макги успева да прати дојаву Ленглију, што указује да је ЦИА шпијунирала базу. Гибс и Кејт прате дојаву, наилазећи на сведока који води екипу до неколико могућих осумњичених. У почетку изгледа да је убиство повезано са послом у који је полицајац био умешан, али Гибс убрзо почиње да сумња да побуда смрти можда није везана за шпијунажу и да би неко други могао бити прави убица. |              |                             |                     |                                       |                      |           |                             |
| 12 | 12           | "Моје друго лево стопало"   | Џеф Вулно           | Џек Бернштајн                         | 3. фебруар 2004.     | 112       | 12.31                       |
| Кад је нога преминулог војника откривена у контејнеру, Гибс и тим одмах добијају проблем - идентификација коме нога припада и налаз остатка његовог тела. Кејт и Тонију је наређено да пронађу место сахране војника и ископају тело при чему откривају да је војника коме припада нога очигледно кремирала пре много година веома избезумљена жена која тврди да је сестра покојног војника. Гибс разговара са својим старим војником и открива да ова „сестра“ има више него што се на први поглед чини. Екипа МЗИС-а одлучује да истражује ближе кући где открива мајку и ћерку које обе чувају дубоку тајну. |              |                             |                     |                                       |                      |           |                             |
| 13 | 13           | "Један пуцањ, један убијен" | Питер Елис          | Гил Грант                             | 10. фебруар 2004.    | 113       | 13.18                       |
| Кад је морнарички регрут убијен, тим МЗИС-а брзо открива да врло интелигентан и вешт снајпериста стоји иза напада. У почетку, екипа верује да је снајпериста био љут на регрута, али када се догодио други напад, истрага добија шири обим и због тога је позван ФБИ што је довело Гибса у непосредни сукоб са својим старим пријатељем Форнелом. Пошто је налетела у неколико ћорсокака, екипа схвата да је убица оставио „посетницу“ у облику белог пера на сваком попришту и да је највероватније циљао на регруте из освете што га је Корпус одбио. У нади да ће намамити убицу, Гибс облачи своју стару војну одору и преузима пословницу за регрутацију са Кејт као својом новом „надређеном“, |              |                             |                     |                                       |                      |           |                             |
| 14 | 14           | "Добри Самарићанин"         | Алан Џ. Луи         | Џек Бернштајн                         | 17. фебруар 2004.    | 114       | 13.49                       |
| Локални шериф округа позива МЗИС након откривања убијеног поручника-командира уз пут, а врло брзо након тога и убиства цивилног извођача два округа више. Док се екипа бори да пронађе побуду или осумњичене за оба случаја, дешава се још једно убиство. Овог пута поморског ваздухопловца. Даки истиче да иако изгледа да убиства прате исти модус операнди и да изгледа да их је извршио низни убица, али неке основе су различите што указује на то да убиства није извршила иста особа што указује да постоји имитатор на слободи. Узорак ДНК изазива сумњу на удовицу треће жртве, али она има гвоздени покриће што оставља Гибсу и екипи сложену истрагу и многе неповезане крајеве да се повежу. |              |                             |                     |                                       |                      |           |                             |
| 15 | 15           | "Енигма"                    | Томас Џ. Рајт       | Џон Ч. Кели                           | 24. фебруар 2004.    | 115       | 12.14                       |
| Гибс ставља своју каријеру на коцку након сазнања да је морнарички пуковник Вилијам Рајан, који је такође његов бивши надређени, побегао из Ирака са два милиона долара, а вратио се у Америку под лажним именом. ФБИ на челу са Форнелом верује да је он организовао заседу и украо новац за себе док Гибс пориче ту тврдњу, верујући да је невин. Рајан касније зове Гибса и објашњава да је открио заверу да извуче средства из Ирака за коришћење у тајним операцијама док оштро пориче било какву одговорност. Гибс се налази у незавидном положају јер схвата да је Рајан психички неуравнотежен пошто је овај стално помињао "поручника Камерона", Гибсовог бившег надређеног из чете који му је пре много година умро на рукама. Гибс касније сазнаје да је поручник Камерон жив, али само у Рајановој глави и да ради са Рајаном да заустави заверу. Пошто је ухапшен јер је "изнервирао ФБИ", Гибс је заједно са Форнелом кренуо да открије истину иза пуковникових тврдњи у напетом сукобу и открије да је Рајан заиста био подметнут. Када је истина откривена и сукоб окончан, Рајан је примљен у психијатријску болницу како би могао да се лечи од своје параноидне шизофреније. |              |                             |                     |                                       |                      |           |                             |
| 16 | 16           | "Бабарога"                  | Питер Елис          | Доналд П. Белисарио                   | 2. март 2004.        | 116       | 12.82                       |
| Даки одговара на хитан позив када је Израелска амбасада послала службеника Краљевске морнарице у МЗИС на обдукцију, а проналазе убицу унутар кесе за тело. Док су Даки, Џералд и на крају Кејт постали таоци у сали за обдукцију, директор и Гибс координирају са ударном екипом ФБИ-ја како би преговарали о њиховом ослобађању. У међувремену, Кејт се испитује пошто је оклевала када јој се била пружили прилика да убије свог отмичара док Гибс и Тони помажу екипи за спашавање талаца. Хасвари тражи да Гибс дође у салу за обдукцију и изазива га да покуша да га убије. |              |                             |                     |                                       |                      |           |                             |
| 17 | 17           | "Истина је негде тамо"      | Денис Смит          | Џек Бернштајн                         | 16. март 2004.       | 117       | 13.29                       |
| Током журке, тело подофицира пада кроз плафон. Прелиминарна истрага сугерише да је подоцифир погинуо близу паркинга, а био је обучен након смрти. Након провере собе жртве, појављују се докази да је можда примао финансијско мито или да га је неко други уцењивао. Гибс сумња да су жртвини сарадници умешани у смрт јер су њихове одвојене варијанте догађаја превише сличне. Форензички докази повезују их са местом догађаја и на крају признају да је смрт њиховог колеге исход погрешне шале. Међутим, Гибс верује да је смрт подофицира била више од обичне несреће. |              |                             |                     |                                       |                      |           |                             |
| 18 | 18           | "Незапечаћено"              | Питер Елис          | Томас Л. Моран                        | 6. април 2004.       | 118       | 10.83                       |
| Бивши војник осуђен због дуплог убиства бежи из Ливнорта, што је резултирало да Кејт и Макги добију задатак да штите сина и родбину одбеглог затвореника. Током ноћи, Куртин проваљује у кућу да види сина пре него што побегне и савладава агенткињу Тод и притом јој узима оружје. Користећи своје вештине профилисања, Кејт теоретише да би он заправо могао бити невин и да је открио идентитет правог убице док је био у затвору. У штабу, екипа мора да се бори са противницима из одбране и тужилаштва док прегледају доказе како би пронашли правог убицу пре него што Куртин преузме ствар у своје руке. |              |                             |                     |                                       |                      |           |                             |
| 19 | 19           | "Мртвац који говори"        | Денис Смит          | Џорџ Шенк и Френк Кардеа              | 27. април 2004.      | 119       | 11.64                       |
| Специјални агент МЗИС-а Крис Паћи је брутално убијен приликом истраживања нерешеног случаја, што је изазвало Гибса, који себе сматра кривим, да направи корак и преузме случај док покушава да пронађе Паћијевог убицу. Настављајући са места где је Паћи стао уз Макгијеву асистенцију, екипа прати траг милиона долара које је проневерио морнарички поручник Хамилтон Вос (који је умро пре суђења) и долазе га до тајанствене Аманде Рид за коју изгледа да се појавила у близини где год је Вос био стациониран. Агенти се смењују вршећи замерке у жениној кући све док Тонија нису ухватили у препаду на поштанско сандуче. Приморан да се снађе, Тони се представља као сусед и започиње разговор на основу онога што је чуо путем надзора. Ово му је дало прилику да се приближи осумњиченој како би сазнао више па одлази на успешан састанак са њом. У међувремену, Еби долази до потресног открића које мења правац случаја и даје Кејт нешто због чега ће се ругати Тонију у будуће. |              |                             |                     |                                       |                      |           |                             |
| 20 | 20           | "Нестао"                    | Џеф Вулно           | Џон Ч. Кели                           | 4. мај 2004.         | 120       | 10.13                       |
| Нестанак војника из кафића привлачи МЗИС да истражи, а откривено је да је неколико војника из исте јединице нестало под сличним околностима. Када су пронађени косни остаци једног од несталих мушкараца везани за цев у малој канализационој просторији, Гибс почиње да сумња да је то надређени (једини члан екипа који није мртав или нестао) као низни убица. Међутим, када је Тони нестао док је пратио надређеног из јединице, истрага се убрзава и Макгија поново позивају из Норфолка да помогне док се Гибс и Кејт тркају са временом да пронађу Тонија пре него што буде прекасно. |              |                             |                     |                                       |                      |           |                             |
| 21 | 21           | "Подељене одлуке"           | Теренс О’Хара       | Боб Гукин                             | 11. мај 2004.        | 121       | 11.07                       |
| Док Даки упознаје свог новог помоћника, Џимија Палмера, који је замена за повређеног Џералда Џексона, Гибс и тим добијају случај војника пронађеног забијеног на пању након што је пуцао из минобацача. Истрага открива продају расходованог војног наоружања на црном тржишту. Тони одлази на тајни задатак и упознаје купца, али налеће на тајну операцију АДВОД-а. Радећи са посеном агенткињом АДВОД-а Стоун, Гибс се представља као добављач оружја да би завршио посао и мора да надмудри све како би пронашао подмићену особу у центру истраге и ону која је одговорна за смрт војника. Прва појава Џејмса Палмера. |              |                             |                     |                                       |                      |           |                             |
| 22 | 22           | "Слаба карика"              | Алан Џ. Луи         | Џек Бернштајн                         | 18. мај 2004.        | 122       | 10.39                       |
| Рутинска обука исходила је смрћу поручника америчког МВК-а само неколико дана пре него што је требало да буде ангажован у поверљивој операцији спашавања талаца. Смрт је у почетку одбачена као квар опреме, али Еби открива да је веза која причвршћује поручника за његов конопац направљена од слабијег материјала од творничког мерила што указује на минирање и могуће убиство. ЦИА врши притисак да се истрага заврши у року од 38 сати како би се операција наставила или ће у супротном цео задатак који је од значаја за државну безбедност бити обустављен. Како се случај даље одвија, Гибс открива да је поручник крио једну тајну и да његова жена можда скрива важне податке о његовој смрти. У међувремену, Еби се бави својом везом са Макгијем. |              |                             |                     |                                       |                      |           |                             |
| 23 | 23           | "Будница"                   | Томас Џ. Рајт       | Доналд П. Белисарио                   | 25. мај 2004.        | 123       | 10.86                       |
| Док Гибсова опседнутост за проналажењем инфилтратора који је држао Тодову и Дакија као таоце у епизоди "Бабарога" почиње да расте, екипа све више брине о њему. Али када је Кејт отета и поново се нашла са терористом, Гибсов гнев постаје претеран док притиска Макгија и Тонија да сазнају више података о човеку који је одговоран, не схватајући да би Кејтин живот могао бити у великој опасности. |              |                             |                     |                                       |                      |           |                             |